# 加布里埃爾·佩里科
加布里埃爾·佩里科（義大利語：Gabriele Perico；1984年3月11日—）是一位意大利足球運動員。在場上的位置是後衛。他現在效力於意大利足球甲級聯賽球隊切塞納足球俱樂部。他也曾代表意大利各級國青隊參賽。